# Cadeaux japonais
Faire des cadeaux (sucreries, bibelots, etc.) à son entourage en diverses occasions revêt de l'importance dans le jeu social de la culture japonaise. En certaines occasions, faire un cadeau est quasiment obligatoire (giri).

## Types de cadeaux

### O-miyage
O-miyage (お土産) est un terme japonais signifiant littéralement « produit de la terre ». C'est un petit souvenir typique d'une région qu'on ramène à ses proches au retour d'un voyage. On trouve de nombreux o-miyage sur tous les sites touristiques japonais. Se présenter chez ses proches après un retour de vacances les mains vides est considéré comme égoïste. Le fait d'amener un cadeau montre au contraire que les voyageurs ont pensé à leur famille pendant leur séjour.
Du fait du nombre important d’o-miyage à ramener, les boutiques de souvenirs les vendent souvent par sachets contenant plusieurs objets, et il n'est pas rare de voir les voyageurs prévoir une valise entière rien que pour acheter ces souvenirs.
D’après l’institut de recherche sur le tourisme et les produits touristiques (観光物産総合研究所, kankō bussan sōgō kenkyūsho), le marché des o-miyage représente, en 2012, 2 500 milliards de yens, soit vingt-trois milliards d'euros.

### Temiyage
Temiyage (手土産) est le nom donné à un cadeau que l'on fait à son hôte lorsqu'on est invité à diner chez lui par exemple.

### O-seiboeto-chūgen
En décembre avant le Nouvel An japonais, et en juin-juillet avant O-Bon, période où les salariés reçoivent souvent des bonus, il est courant de s'échanger des cadeaux entre collègues. On nomme ce type de cadeau respectivement o-seibo (お歳暮) et o-chūgen (お中元). D'une valeur d'environ 5 000 yens (environ quarante euros), on offre le plus souvent de la nourriture, de l'alcool ou des objets de décoration pour la maison.

### Étrennes
Lors du Nouvel An japonais et à O-Bon, il est coutume de rendre visite à sa famille. À cette occasion, on donne des étrennes aux enfants, et parfois aux adultes. Elles sont respectivement appelées otoshi-dama et obon-dama.